# Âne de l'Asinara
L’âne de l'Asinara ou âne d'Asinara est une race d’âne italienne originaire de l'île d'Asinara située au large de la Sardaigne. Cet âne a la grande particularité de posséder une robe blanche liée à une forme d'albinisme. 

## Histoire
Ses origines n'ont pas encore pu être définies avec certitude. Il est possible qu'il descende de l'âne blanc d'Égypte importé par le duc de l'Asinara au XIXe siècle. Une légende évoque quant à elle un naufrage qui aurait amené ces ânes sur l'île,. Il est cependant plus probable que son origine soit autochtone et qu'il dériverait du gris pour l'apparition du caractère de l'albinisme. Certains témoignages oraux récents parlent de la présence d'ânes blancs sur l'île depuis la fin du XIXe siècle qui auraient été abandonnés par les habitants quand ils s'établirent à Stintino en 1885 à la suite de la transformation de l'île en lazaret et en prison,. 
L'âne de l'Asinara est une espèce vulnérable. Depuis 1990 son développement est suivi par l'AIA (Associazione Italiana Elevatori), l'Association des Éleveurs italiens et supervisé par l'université de Sassari. Les ânes sont ainsi protégés dans le parc national de l'Asinara avec plusieurs mesures de conservation.

## Description

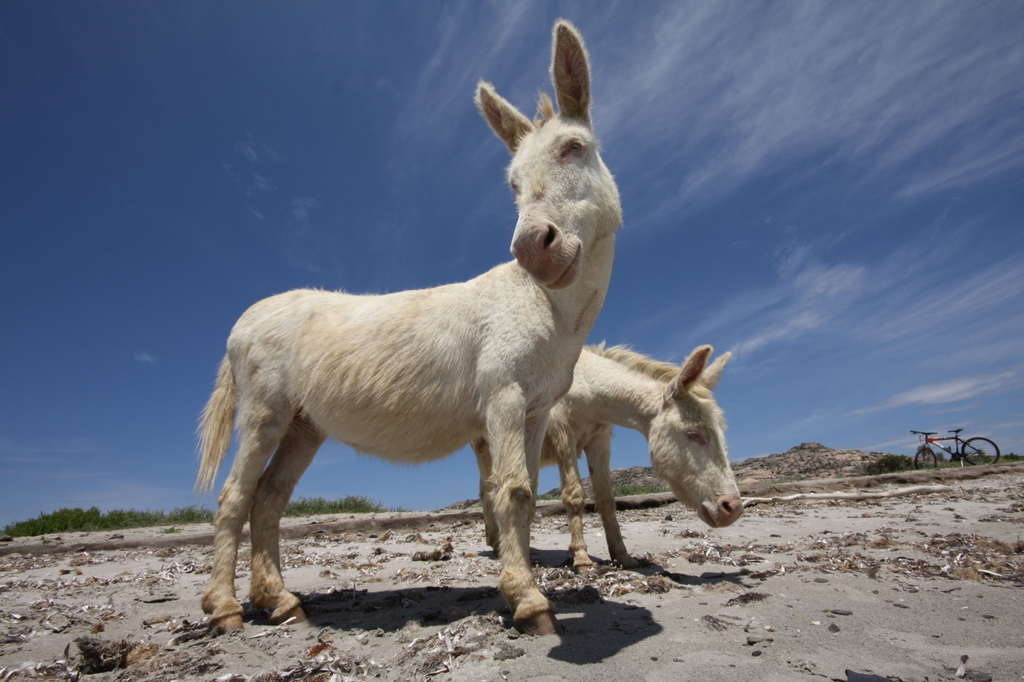
Deux ânes sur l'île d'Asinara.

L'âne de l'Asinara présente les caractéristiques suivantes : sa tête est quadrangulaire avec un profil rectiligne. Sa robe est totalement blanche. Le bout du nez est rose et ses yeux sont bleus. Son encolure est courte. Le garot est peu prononcé avec un dos long et légèrement ensellé. La croupe est courte et légèrement inclinée. Le poitrail est quant à lui plutôt large. Son thorax est serré et bas. Les membres sont robustes et les articulations épaisses et larges. Ses aplombs sont réguliers. Le sabot est petit, blanc et peu résistant.

## Diffusion de l'élevage
Les derniers recensements évaluent la population entre 50 et 70 ânes. La fertilité des ânesses est relativement basse et liée notamment à des problèmes de parasites et d'infections. La mortalité néonatale souvent corrélée à la forte consanguinité contribuent à rendre critique la survie de la race. 